# Ferdynand Aragoński
Ferdynand II Aragoński (ur. 10 marca 1452 w Sos w Aragonii, zm. 23 stycznia 1516 w Madrigalejo) – trzeci syn (drugi, który przeżył dzieciństwo) króla Jana II Aragońskiego, pierwsze jego dziecko z drugą żoną, Joanną Enriquez, córką Fryderyka Enriqueza, admirała Kastylii, księcia de Melgar e Rueda. Ojciec wyznaczył go na następcę tronu, pomijając jego starszego przyrodniego brata, Karola z Viany.

## Tytuły Ferdynanda
Książę Montblanc, hrabia Ribagorza i senior Balaguer od 1458 do 1479. Król Sycylii, Aragonii, Walencji, Sardynii i Majorki, hrabia Barcelony, Rossiglione, Cerdagna, Osona, Besalů i Pallars od 20 stycznia 1479 do 23 stycznia 1516 jako Ferdynand II. Król Kastylii, Leonu, Galicji, Murcji, Jaen, Toledo, Sewilli, od 11 grudnia 1474 do 26 listopada 1504 jako Ferdynand V. W 1479 został proklamowany, wspólnie z żoną, królem Hiszpanii, a 16 lipca 1512 przyjął tytuł króla całej Hiszpanii jako FerdynandI. Król Neapolu od 9 listopada 1504 do 23 stycznia 1516 – jako Ferdynand III. Regent Kastylii i Leonu od 26 listopada 1504 do 27 czerwca 1506 i od 17 sierpnia 1507 do 23 stycznia 1516. Król południowej Nawarry od 1512 do 23 stycznia 1516.

## Wczesne lata
W 1461 podczas gwałtownych sporów sukcesyjnych ojciec mianował go następcą tronu oraz namiestnikiem wszystkich królestw i posiadłości. Przyszłość Ferdynanda była zapewniona po jego dojściu do pełnoletniości w 1466 i mianowaniu go w 1468 królem Sycylii. Miało to stworzyć odpowiednie wrażenie na dworze kastylijskim, na który przeznaczył go ojciec. Oprócz uczestnictwa w życiu dworskim młody książę brał udział w bitwach podczas wojen katalońskich. W 1470 został ojcem nieślubnego syna, Alonso de Aragóna, późniejszego arcybiskupa Saragossy. Jan II Aragoński dbał o wykształcenie syna, zajmując się nim osobiście. Uważał jednak. że najlepszym nauczycielem stanie się dla Ferdynanda samo życie. Zapewnił mu jednak wychowawców, którzy kształcili go w naukach humanistycznych i pisali dla niego traktaty o sztuce sprawowania rządów. Ferdynand nie miał zamiłowania do nauki, ale był mecenasem sztuki oraz miłośnikiem muzyki.
Miał silną osobowość i nie był przy tym łagodny. Po ojcu odziedziczył rozwagę, charakter, odwagę i wykalkulowany chłód, a po matce – impulsywną uczuciowość, którą starał się tłumić. Sprawując władzę królewską musiał ukrywać namiętności i przedstawiał światu chłodne, nieprzeniknione oblicze. Cierpiał na puchlinę wodną (chorobę sprawiającą, że boleśnie nabrzmiewały mu ręce i nogi), miał także kłopoty z oddychaniem.

## Małżeństwo z Izabelą Kastylijską
W Valladolid 19 października 1469 ożenił się ze swoją kuzynką Izabelą (urodzoną w Madrigal de las Altas Torres 22 kwietnia 1451, zmarłą na zamku de la Mota, Medina del Campo 26 listopada 1504), księżniczką Kastylii, córką Jana II Trastámara (króla Kastylii) i Izabeli Alfonsiny (córki Jana Alfonsina, wielkiego mistrza zakonu Santiago, konetabla Portugalii). Było to małżeństwo polityczne. Dwór aragoński dążył do powrotu do Kastylii, a Izabela chciała zdobyć następstwo tronu. Małżeństwo czekały niełatwe wyzwania. Ferdynand został zmuszony do prowadzenia walki na frontach aragońskim i kastylijskim, by narzucić władzę królewską arystokratycznym oligarchiom. Szukał poparcia raz w jednym, a raz w drugim królestwie w zależności od stopnia i natężenia niebezpieczeństwa.
Z Izabelą szybko mieli dziecko, ale małżeństwo rozpoczęło się jednak od niemal stałej separacji. Ferdynand, podróżujący często do miast kastylijskich lub do Aragonii, miał jeszcze przynajmniej dwie nieślubne córki, lecz ich daty narodzin nie są znane.
Dzieci Ferdynanda i Izabeli
| Obraz | Imię                | Data urodzenia      | Data śmierci        | Małżeństwa                                                                                     |
| ----- | ------------------- | ------------------- | ------------------- | ---------------------------------------------------------------------------------------------- |
|       | Izabela z Asturii   | 2 października 1470 | 23 sierpnia 1498    | 1. Afons, infant Portugalski, brak potomstwa. 2. Manuel I Szczęśliwy, z którym miała dzieci.   |
|       | Jan z Asturii       | 28 czerwca 1478     | 4 października 1497 | Żona Małgorzata Habsburg, z którą nie miał potomstwa.                                          |
|       | Joanna Szalona      | 6 listopada 1479    | 12 kwietnia 1555    | Mąż Filip I Piękny, z którym miała dzieci.                                                     |
|       | Maria Aragońska     | 29 czerwca 1482     | 7 marca 1517        | Jej mężem został wdowiec po jej starszej siostrze, Manuel I Szczęśliwy, z którym miała dzieci. |
|       | Katarzyna Aragońska | 16 grudnia 1485     | 7 stycznia 1536     | 1. Artur Tudor, brak potomstwa. 2. Henryk VIII Tudor, z którym miała dzieci.                   |

## Zjednoczenie Hiszpanii

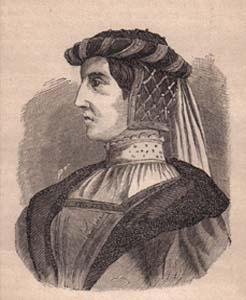
Joanna la Beltraneja, główna przeciwniczka Ferdynanda

Między 20. a 30. rokiem życia Ferdynand dokonał kilku heroicznych wyczynów. Po śmierci (11 grudnia 1474) króla Kastylii, Henryka IV Bezsilnego, kwestia następstwa tronu pozostała otwarta. Ferdynand pośpiesznie wyruszył z Saragossy do Segowii, gdzie 13 grudnia Izabela sama ogłosiła się królową kastylijską. Ferdynand zajął miejsce u jej boku jako król małżonek, co dawało mu bardzo niewygodną, marginalną pozycję do czasu rozpoczęcia w 1479 przez Izabelę wojny o sukcesję z królem Portugalii, Alfonsem V Afrykańczykiem. Umożliwiło to Ferdynandowi objęcie tronu w pełnym tego słowa znaczeniu. Alfons był żonaty z jedynym dzieckiem króla Henryka, Joanną la Beltraneją. Uważał, że to jego żona powinna odziedziczyć koronę Kastylii.
W 1479 zmarł także Jan II i Ferdynand objął tron aragoński. Zapoczątkowało to powstanie konfederacji królestw, co stało się instytucjonalną podstawą powstania nowożytnej Hiszpanii. Wydarzenia tego okresu wydobyły także w pełni charakter młodego króla.
Na portretach przedstawiano Ferdynanda jako młodzieńca o miękkich, proporcjonalnych rysach twarzy, małych, zmysłowych ustach i zamyślonych oczach. Jego opisy literackie są bardziej skomplikowane, choć wszystkie przedstawiają go jako mężczyznę przystojnego, średniego wzrostu, dobrze trzymającego się w siodle i uwielbiającego polowania. Ferdynand miał czysty, mocny głos. Lubił przebywać w towarzystwie dam dworu, co przez kilka lat wywoływało zazdrość Izabeli.
Od 1475 do 1479 Ferdynand wraz z młodą żoną walczył o umocnienie pozycji w Kastylii i polityczne przekształcenie królestwa za pomocą nowych instytucji, wzorowanych na instytucjach aragońskich. Polityka unowocześniania państwa obejmowała wprowadzenie zakazu wyznawania innej religii niż wiara katolicka. Stworzenie hiszpańskiej inkwizycji w 1478, egzekwującej religijną uniformizację, oraz wygnanie Żydów w 1492, stanowiło elementy celowej polityki, mającej na celu wzmocnienie Kościoła, który z kolei popierał koronę.
Lata 1482–1492 wymagały od Ferdynanda wielu wysiłków. Wiosną 1482 stanął na czele kampanii wymierzonej w królestwo Grenady, ujawnił wtedy duże zdolności dowódcze, podbijając Grenadę i doprowadzając 2 stycznia 1492 do jej ostatecznej kapitulacji. Podbój Grenady umożliwił wsparcie transatlantyckich wypraw Krzysztofa Kolumba. Nie wiadomo, co Ferdynand myślał o Kolumbie, ani jak oceniał jego plany. Nie można też powiedzieć, że pierwsza wyprawa Kolumba była finansowana przez Aragonię, bowiem suma 1,157 mln marawedów pochodziła z funduszy Santa Hermandad (Świętego Braterstwa). Mimo to Ferdynand był obecny przy opracowywaniu planów przedsięwzięcia, przy negocjacjach zapewniających poparcie papieża, a także przy wytyczaniu ram organizacyjnych późniejszych kolonii amerykańskich.
Mając 50 lat, był Ferdynand uosobieniem królewskiego majestatu, a los zaczął mu sprzyjać. Papież Aleksander VI, ze względu na jego interwencję we Włoszech, 2 grudnia 1496 przyznał mu honorowy tytuł władcy katolickiego. Z drugiej strony życie nie oszczędzało mu cierpień – w ciągu kilkunastu miesięcy zmarli jego syn, najstarsza córka i wnuk, a kolejna następczyni tronu, druga córka, Joanna, zaczęła przejawiać pierwsze objawy szaleństwa. W 1493 Ferdynand został ranny w Barcelonie, jednak jego rana była niczym w porównaniu z tragediami rodzinnymi, których kulminacją była w 1504 śmierć Izabeli, „najlepszej i najwspanialszej z królewskich żon”.

## Drugie małżeństwo

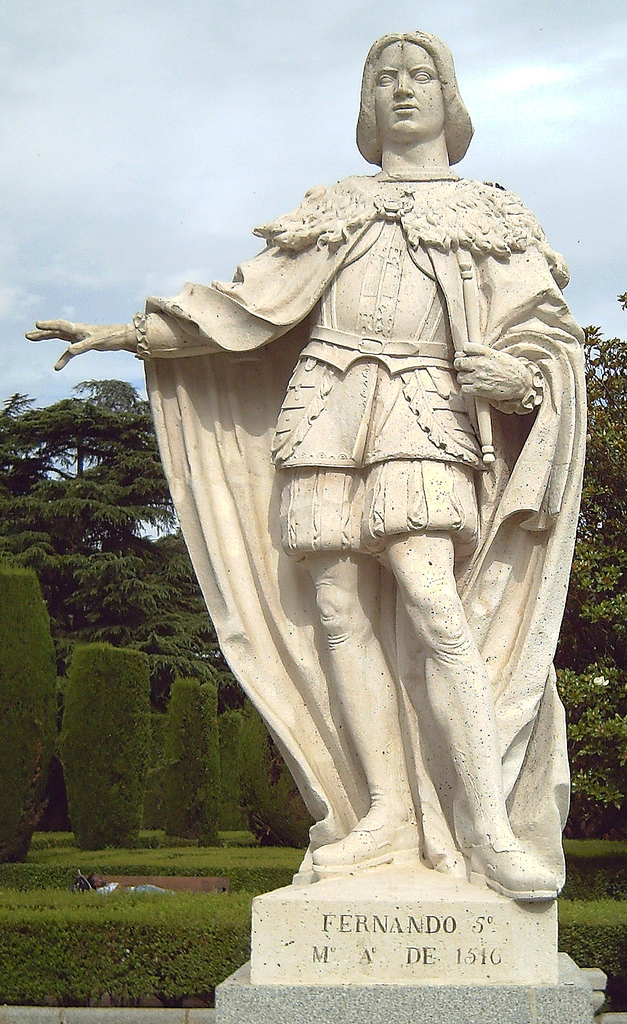
Statua Ferdynanda II w Madrycie (J. León, 1753)

By zagwarantować swoją pozycję w Kastylii, Ferdynand poślubił 5 października 1505 Germaine de Foix, córkę Jana de Foix (wicehrabiego Narbonne, hrabiego d'Etampes) i Marii Orleańskiej (córki Karola I, księcia Orleanu), siostrzenicę króla Francji. Małżeństwo to miało również charakter polityczny, ale Ferdynand zawsze okazywał żonie najwyższy szacunek. Z tego związku przyszedł na świat syn Jan, książę Girony, ur. 3 maja 1509, który przeżył jedynie kilka godzin.
Pobyt Ferdynanda we Włoszech w latach 1506–1507 unaocznił, czym była jego obecność dla królestw hiszpańskich. Po powrocie do Kastylii tak kierował swą polityką europejską, by uzyskać hegemonię służącą jego ekspansjonistycznym planom na Morzu Śródziemnym i w Afryce. W 1512 – zaraz po schizmie kościelnej, w której uczestniczyli królowie Nawarry – Ferdynand zajął królestwo i włączył je do Kastylii, co było jednym z najbardziej kontrowersyjnych kroków jego panowania.

## Późne lata
W 1513 stan zdrowia Ferdynanda znacznie się pogorszył, choć wciąż był w stanie kierować polityką międzynarodową i przygotować sukcesję swego wnuka, późniejszego cesarza Karola V. Na początku 1516 król wyruszył do Grenady. Zatrzymał się po drodze w Madrigalejo, małej miejscowości ze świątynią Matki Bożej z Gwadelupy, gdzie zmarł. Dzień przed śmiercią podpisał swój testament.
Wielu uważało Ferdynanda za zbawcę królestw i władcę, który zjednoczył Hiszpanię. Inni gardzili nim za prześladowania, jakich doświadczyli. Machiavelli przypisywał mu zalety renesansowego księcia. Niemiecki podróżnik Thomas Muntzer i włoski dyplomata Francesco Guicciardini, którzy osobiście znali Ferdynanda, porównywali go do Karola Wielkiego. Jego ostatnia wola wskazuje, że Ferdynand umierał z czystym sumieniem. Król kazał pochować się u boku Izabeli w kaplicy Królewskiej (Capilla Real) katedry w Grenadzie.
Zmarł przekonany, że zostawia koronę hiszpańską najmocniejszą od 700 lat, a wszystko „dzięki Bogu, mojemu wysiłkowi i pracy”.